# Un penny per i miei pensieri
Un penny per i miei pensieri (A Penny for My Thoughts) è un gioco di ruolo indie di Paul Tevis, originariamente pubblicato dalla Evil Hat Productions e pubblicato in Italia da Janus Design nel 2011.
Il titolo è un riferimento alla frase idiomatica inglese A Penny for Your Thoughts, cioè "a cosa stai pensando?" rivolta generalmente a qualcuno che pare assorto nei suoi pensieri.

## Ambientazione
I giocatori prendono le parti di pazienti effetti da amnesia, ricoverati in una clinica specializzata, l'Istituto Orfico. Hanno perso la memoria in maniera molto profonda a causa di un grave trauma. Molte cure hanno fallito, ma ora, grazie moderne tecniche potranno recuperare la memoria. Allo scopo verrà utilizzato un innovativo farmaco, la  Mnemosyne, una sostanza che crea una connessione tra l'inconscio dei pazienti che la assumono e che permetterà loro di accedere ai ricordi degli altri pazienti presenti alla seduta terapeutica. Potranno così aiutarsi l'un l'altro a scavare nei loro confusi ricordi.

## Sistema di gioco
La sua natura è prettamente da sessione singola. Al contrario di giochi di ruolo più tradizionali, Un penny per i miei pensieri non prevede la presenza di un master/narratore. Tutti i giocatori al tavolo partecipano alla creazione delle varie storie, improvvisando, fornendo spunti e aiutando gli altri giocatori a costruire il passato dei personaggi.
Le meccaniche del gioco sono semplici: a partire da uno "spunto di memoria" estratto a caso da una serie di "spunti", cioè oggetti, suoni, impressioni et cetera, scritti all'inizio del gioco. A turno, ogni paziente rievocherà un ricordo piacevole, uno spiacevole e, infine, rievocherà quel trauma che gli ha fatto perdere la memoria e che lo ha condotto all'Istituto.
I giocatori si fanno domande reciprocamente per scoprire le proprie storie, aiutandosi e interagendo. Narrano una storia di fantasia, prendendo ispirazione dal ciò che lo "spunto" suggerisce, descrivendo situazioni, emozioni, sentimenti et cetera. Quando il ricordo si fa più intenso, o quando il giocatore chiede espressamente aiuto, intervengono gli altri giocatori, che si inseriscono nella storia facendo da guida e proponendo alternative alla trama.
Per far funzionare la storia ogni giocatore dovrà accettare i contributi che vengono dal gruppo, in maniera propositiva, non potrà opporsi alle alternative offertegli e grazie a queste dovrà sviluppare la sua storia in maniera imprevista, attraverso un processo creativo collaborativo.
Alla fine, ogni giocatore sarà in grado di dire qual è stato il trauma che ha fatto perdere la memoria al suo personaggio e potrà decidere se accettare i fatti passati o dimenticare per sempre l'accaduto.

## Ideazione
Il gioco è stato ideato per il concorso Game Chef del 2007 e l'autore specifica che queste meccaniche sono un suo tentativo di incorporare in un gioco le sue esperienze di improvvisazione teatrale.

## Riconoscimenti
A Penny for My Thoughts agli Indie RPG Awards del 2009 ha vinto il premio come Most Innovative Game of the Year ed è stato candidato come Game of the Year e Best Production.
Nel 2011 ha vinto il Side Award per la Miglior Meccanica di Gioco al Best of Show di Lucca Games 2011.